# Borussia Lippstadt
Borussia Lippstadt (offiziell: Sportverein Borussia 08 Lippstadt e. V.) war ein Sportverein aus Lippstadt im Kreis Soest aus Nordrhein-Westfalen. Die erste Fußballmannschaft spielte fünf Jahre in der höchsten westfälischen Amateurliga und fusionierte am 4. Juni 1997 mit der Fußballabteilung von Teutonia Lippstadt zum SV Lippstadt 08.

## Geschichte
Der Verein wurde am 24. März 1908 von Schülern des Ostendorf-Ratsgymnasiums im Holländer Hof an der Langen Straße gegründet. Gespielt wurde bei der Borussia zunächst am Kranenkasper. Zwei Jahre später stieg die Borussia in die B-Klasse auf. Im Jahre 1910 kam es zu einem Rückschlag, als der Schulleiter des Ostendorf-Ratsgymnasiums seinen Schülern die Mitgliedschaft in dem Verein verbot. Drei Jahre später stieg die Borussia gemeinsam mit dem Lokalrivalen Teutonia erneut in die B-Klasse auf. Während des Ersten Weltkrieges wurde der Spielbetrieb eingestellt.
Nach Kriegsende wurden die Borussen 1921 nach einem 5:2-Sieg über SuS Ahlen Meister der A-Klasse und stiegen in die zweithöchste Liga auf. Bedingt durch die Hyperinflation in Deutschland verließen jedoch zahlreiche Leistungsträger den Verein und die Borussia konnte nur mit Mühe das sportliche Niveau halten. Im Jahre 1929 stieg der Verein nach einer Ligenneuordnung in die B-Klasse ab und bezog am Lipperbruchbaum ein neues Stadion. Nach zwei Aufstiegen in Folge erreichte die Borussia 1935 die damals zweitklassige Bezirksliga Ostwestfalen. In der Saison 1944/45 bildete der Verein gemeinsam mit der Teutonia und dem Luftwaffensportverein Lippstadt eine Kriegsspielgemeinschaft.

Stammbaum des SV Lippstadt 08

Nach dem Ende des Zweiten Weltkrieges gelang der Borussia 1952 der Aufstieg in die damals drittklassige Landesliga Westfalen, die damals die höchste westfälische Amateurliga darstellte. Mit Platzierungen vor der Teutonia übernahmen die Borussen zwischenzeitlich wieder die lokale Führungsrolle, ehe die Mannschaft im Jahre 1956 als Siebter mit fünf Punkten Rückstand auf den SV Brackwede die Qualifikation für die neu eingeführte Verbandsliga Westfalen verpasste. Zwar gelingt in der folgenden Spielzeit der Aufstieg dorthin, jedoch mussten die Borussen schon 1958 nach einem Jahr das westfälische Oberhaus wieder nach unten verlassen.
Die Borussia entwickelte sich zu einer Fahrstuhlmannschaft. Zwischen 1963 und 1966 sowie von 1967 bis 1970 trat der Verein in der Landesliga an, kam aber nie über den Abstiegskampf hinaus. Im Jahre 1973 gelang der erneute Aufstieg in die Landesliga, wo die Borussen auf Anhieb Vizemeister hinter dem BV Brambauer wurden. In den späten 1970er Jahren geriet die Mannschaft in den Schatten der Teutonia, die zwischenzeitlich vier Jahre lang in der Oberliga Westfalen spielte. 1993 stiegen die Borussen als Tabellenschlusslicht in die Bezirksliga ab. Zwei Jahre später begann der Verein eine Jugendkooperation mit der Teutonia, die schließlich 1997 zur Fusion führte.

## Statistik

### Erfolge
- Meister der Landesliga Westfalen: 1957 (Staffel 1)
- Meister der Bezirksklasse/Bezirksliga Westfalen: 1950 (Staffel 6), 1963, (Staffel 8), 1967, 1973 (jeweils Staffel 4)

### Platzierungen
Grün unterlegte Platzierungen kennzeichnen einen Aufstieg, rot unterlegte einen Abstieg.
| Spielzeit | Liga                             | Level | Platz |
| --------- | -------------------------------- | ----- | ----- |
| 1945/46   | Kreisliga Hellweg 2              | II    | 01.   |
| 1946/47   | Bezirksklasse Westfalen 6b       | II    | 05.   |
| 1947/48   | Bezirksklasse Westfalen 6, Gr. 3 | III   | 05.   |
| 1948/49   | Bezirksklasse Westfalen 6, Gr. 1 | III   | 05.   |
| 1949/50   | Bezirksklasse Westfalen 6, Gr. 2 | IV    | 01.   |
| 1950/51   | 2. Landesliga Westfalen 2        | IV    | 02.   |
| 1951/52   | 2. Landesliga Westfalen 2        | IV    | 05.   |
| 1952/53   | Landesliga Westfalen 1           | III   | 06.   |
| 1953/54   | Landesliga Westfalen 1           | III   | 05.   |
| 1954/55   | Landesliga Westfalen 1           | III   | 12.   |
| 1955/56   | Landesliga Westfalen 1           | III   | 07.   |
| 1956/57   | Landesliga Westfalen 1           | IV    | 01.   |
| 1957/58   | Verbandsliga Westfalen 1         | III   | 16.   |
| 1958/59   | Landesliga Westfalen 5           | IV    | 03.   |
| 1959/60   | Landesliga Westfalen 5           | IV    | 14.   |
| 1960/61   | Bezirksklasse Westfalen 8, Gr. 1 | V     | 03.   |
| 1961/62   | Bezirksklasse Westfalen 8, Gr. 1 | V     | 02.   |
| 1962/63   | Bezirksklasse Westfalen 8, Gr. 1 | V     | 01.   |

| Spielzeit | Liga                      | Level | Platz |
| --------- | ------------------------- | ----- | ----- |
| 1963/64   | Landesliga Westfalen 5    | IV    | 13.   |
| 1964/65   | Landesliga Westfalen 5    | IV    | 11.   |
| 1965/66   | Landesliga Westfalen 5    | IV    | 14.   |
| 1966/67   | Bezirksklasse Westfalen 4 | V     | 01.   |
| 1967/68   | Landesliga Westfalen 5    | IV    | 08.   |
| 1968/69   | Landesliga Westfalen 5    | IV    | 12.   |
| 1969/70   | Landesliga Westfalen 5    | IV    | 15.   |
| 1970/71   | Bezirksklasse Westfalen 4 | V     | 04.   |
| 1971/72   | Bezirksklasse Westfalen 4 | V     | 02.   |
| 1972/73   | Bezirksklasse Westfalen 4 | V     | 01.   |
| 1973/74   | Landesliga Westfalen 5    | IV    | 02.   |
| 1974/75   | Landesliga Westfalen 5    | IV    | 04.   |
| 1975/76   | Landesliga Westfalen 5    | IV    | 05.   |
| 1976/77   | Landesliga Westfalen 5    | IV    | 13.   |
| 1977/78   | Landesliga Westfalen 5    | IV    | 06.   |
| 1978/79   | Landesliga Westfalen 5    | V     | 11.   |
| 1979/80   | Landesliga Westfalen 5    | V     | 06.   |
| 1980/81   | Landesliga Westfalen 5    | V     | 03.   |

| Spielzeit | Liga                    | Level | Platz |
| --------- | ----------------------- | ----- | ----- |
| 1981/82   | Landesliga Westfalen 5  | V     | 11.   |
| 1982/83   | Landesliga Westfalen 5  | V     | 02.   |
| 1983/84   | Landesliga Westfalen 5  | V     | 05.   |
| 1984/85   | Landesliga Westfalen 5  | V     | 07.   |
| 1985/86   | Landesliga Westfalen 5  | V     | 10.   |
| 1986/87   | Landesliga Westfalen 5  | V     | 12.   |
| 1987/88   | Landesliga Westfalen 5  | V     | 08.   |
| 1988/89   | Landesliga Westfalen 5  | V     | 10.   |
| 1989/90   | Landesliga Westfalen 5  | V     | 08.   |
| 1990/91   | Landesliga Westfalen 5  | V     | 10.   |
| 1991/92   | Landesliga Westfalen 5  | V     | 13.   |
| 1992/93   | Landesliga Westfalen 5  | V     | 14.   |
| 1993/94   | Bezirksliga Westfalen 4 | VI    | 12.   |
| 1994/95   | Bezirksliga Westfalen 4 | VII   | 14.   |
| 1995/96   | Kreisliga A Lippstadt   | VIII  | 01.   |
| 1996/97   | Bezirksliga Westfalen 4 | VII   | 07.   |

## Persönlichkeiten
| - Hartwig Bleidick - Alan Clarke - Uwe Erkenbrecher - Ferdinand Fabra | - Dieter Hecking - Matze Knop - Heinz Knüwe - Johann Kriar | - Dirk Langerbein - Vincent Mennie - Karl-Heinz Rummenigge - Michael Rummenigge | - Wolfgang Rummenigge - Benno Schmied |